# Bilten hrvatskih socijalista
 Bilten hrvatskih socijalista: hrvatska socijala = Bulletin Kroatischer Sozialisten : Kroatische Soziale je bio hrvatski emigrantski list.
Izlazio je mjesečno, nakon čega je izlazio godišnje. Izlazio je kao Bilten hrvatskih socijalista u 13 brojeva 1967. – 1968. te pod imenom Hrvatska socijala 1975. – 1976. jednom godišnje. Izašla su dva broja, a numeraciju je preuzeo od Biltena.
Izlazio je u Beču od 1967. Pokrenuli su ga travnja 1967. Rudolf Arapović, Marko Bagarić i Knezović. Pretkraj 1968. glavni urednik dospio je u zatvor. Pro forme zadnja dva brojevi izdani su u Münchenu i uređivao ih je sam Arapović u hladnim bečkim sobicama, jer su drugi urednici bili protjerani iz Austrije. Bilten je izašao pod pod naslovom ‘Nova misao’. Bilten su Arapović i drugovi dijelili radnicima i u logoru te putnicima kasnog večernjeg vlaka koji je s Južnog kolodvora putovao u Zagreb i Rijeku.